# Église Saint-Didier de Montracol
Pour les articles homonymes, voir Église Saint-Didier.
L'église Saint-Didier est une église située à Montracol, en France.

## Localisation
L'église est située dans le département français de l'Ain, sur la commune de Montracol.

## Historique
L'édifice est inscrit au titre des monuments historiques en 1927.